# Мира Алта (Венеција)
Мира Алта је насеље у Италији у округу Венеција, региону Венето.
Према процени из 2011. у насељу је живело 15 становника. Насеље се налази на надморској висини од -1 м.